# Aphodius bimaculatus
Aphodius bimaculatus es una especie de coleóptero de la familia Scarabaeidae.

## Distribución geográfica
Habita en Europa Central, Europa Oriental y Asia Occidental.